# 烈海王
烈 海王（れつ かいおう）は、板垣恵介の漫画作品『グラップラー刃牙』シリーズに登場する架空の人物である。

## プロフィール
- 本名：烈 永周（れつ えいしゅう）。修行僧時代には「烈 小龍（シャオロン）」と呼ばれている。
- ファイトスタイル：中国拳法（白林寺）
- 身長：176センチメートル
- 体重：106キログラム

### 担当声優
- 安井邦彦（テレビアニメ第1作）
- 梁田清之（デジタルコミック・OAD）
- 小山力也（テレビアニメ第2作[1]・第3作）

## 人物
香港出身。色黒で髪を辮髪に編んだ中国人。中国武術界における高位の称号「海王」（洋王の上で、最高位である海皇の下）を受け継ぐ中国拳法の達人である。その海王の中でも群を抜いて優秀な人物であり、修行した黒竜江省の白林寺では「魔拳」と呼ばれている。アニメ版オリジナルシナリオでは、海王認定は怒李庵（ドリアン）海王の推薦となっている。
身長176センチと、劇中に登場する格闘家と比べ特に大きな体格ではないが、バキが初めて烈の体を見た時、「どう造ったのか」と関心を寄せるほどの肉体の持ち主。己の拳足のみを用いて、巨大な黒曜石を直径約2mものほぼ真球にしてしまうほか、200坦（約1.8トン）の釣鐘を叩き壊すほどの功夫を持つ。劇中の登場人物の中でも、自己鍛錬や強敵との戦いに対する執念の度合いは屈指のレベルを有し、傍目には無謀な挑戦を持ちかけられても「わたしは一向に構わん!」と全てを受け入れる。
中国拳法の歴史に大きな誇りを持ち、当初は傲慢な態度でほかの格闘家を見下していたが、刃牙に敗れて以降は態度を改め温和な性格になった。自分が認めた相手には礼をもって尽くし、範馬刃牙や愚地克巳とは友情を育む。ただし、中国拳法への絶対的な矜持や、思ったことは躊躇わず主張するなど根の激しさは変わっておらず、自我が勝って空気を読まない言動も多々見られ、相手の逆鱗に触れることが多い。その反面、感謝されると照れたり満面の笑みを浮かべたりし、怒らせた相手にも非を認めればあっさりと頭を垂れる一面も見せている。
なお強者達の闘い編でカイザーと会話した際に「この世にはホンモノというだけの三流品がいくらでもあるのだよ」と説かれた際に「伝統だけを継承した粗悪武術が夥しく存在する」と同調し、如何に中国拳法だろうと「『本物』の武術」というだけの流派は評価しないという方針を示している。

## ファイトスタイル
海王の名に恥じぬ高度な中国武術の技量は、刃牙をして「世界を探した所で、彼に勝ちうる人間など見つかるか分からない」と賞賛せしめるほどで、武器術にも長ける。水面を走るほどの超人的脚力は驚異である他、闘いにおいても過信や油断はせず不意打ちも辞さない。

### 主要技
転蓮華
相手に肩車のような体勢で組み付き、胡坐のように両足で首を固定しつつ回転し首を破壊する技。
見えない目潰し
「空気砲」とも称される。ガイアの「鼓膜破り」のように特殊な呼吸で大量の空気を吸い込んだ後、拳で圧縮しつつ鋭く相手の目に吹き付け視界を奪う。
寸勁
拳を相手の身体にほぼ密着させて叩き込む発勁。別名「1インチパンチ」。
驚愕の足技
手のように自在に動く足と足指を用いる技術。足指で相手を掴んで投げる、足指を握りこんで拳を作り打突する（足拳）など様々な技がある。このため、烈が功夫靴を脱ぐことはボクサーがグローブを外す行為に例えられる。
打顎六連撃
顎部のみに集中させた打撃の六連撃。これにより数千回の脳震盪が襲う。
グルグルパンチ
対ピクル戦でまったく中国拳法が通用しなかったため、4000年の威厳を護るために「負けたのは自分であって中国拳法ではない」と取った苦肉の攻撃手段。両腕を回転させて標的を殴打する。当のピクルにはまったく効かなかった。
崩拳
中国拳法を代表する武器（中段突き）。ピクルに対して放ったが全力の頭突きに押し負けた。
無寸勁
「ノーインチパンチ」とも。僅かな隙間も開けず、完全密着した状態からの発勁。烈はこれでボクシンググローブを填めたままグローブを貫通させたり、元ヘビー級チャンピオンのアンドレイ・ワーレフを一撃で沈めた。その速さたるやカメラにも映らない。
武器術
作中では飛鏢、流星錘、七節棍、柳葉刀、九節鞭を使用している。イメージによれば槍も得手とのこと。
消力（シャオリー）
極限の脱力によって五体を羽毛と化す技術。郭海皇直伝であり、ある程度のレベルまでなら刃物による斬撃すらも無効化することが可能。

## 作中での活躍

### 修行時代
最凶死刑囚編でドリアンと対峙した折、烈は己の過去を回想する。まだ烈が白林寺で修行を積んでいたころ、彼は屈指の実力を誇っていたが、海王の称号を頂くための試験への挑戦を師事する劉海王に禁じられていた。その憤りから、劉海王の前で修行僧たちが水の満たされた水槽に一発の打撃だけでどこまで波を作れるかという試験（おそらくは海王試験の一部）に乱入し、「なぜ私に海王試験の機会を認めないのか」と詰め寄った。そんな烈を劉海王は白林寺の地下に連れて行き、そこで山の岩盤を貫く大穴を見せ、これは昔とある男が、武器も道具も一切使わずたった一晩の内に己の拳足だけで掘ってのけたものだと説明。驚く烈に劉海王は海王の称号を与えない理由を「お前の人間性が問題なのではなく、単にお前の技量が低いからだ」と明かした。さらに劉海王は男について尋ねる烈にこう答える。「おらぬ」「死んだのではなく…死する予定というべきか」と。この男こそが他でもないドリアン、もとい欧米人で初めて海王の称号を頂いた「怒李庵 海王」であった。

### 『グラップラー刃牙』
最大トーナメント編
最大トーナメントでは、1回戦の相手セルゲイ・タクタロフを手玉に取り、2回戦でもマウント斗羽を1分足らずで撃破。3回戦では空手界の最終兵器と称される愚地克巳の音速拳に驚愕するも実際の対戦では、培った戦術を駆使し、克巳を一撃の元に下した。
準決勝では刃牙と激突。刃牙はあらかじめ烈の戦法をシミュレーションし、リアルシャドーの模擬戦で「勝った」と宣言していたが、本物の烈は刃牙の想定を上回っており、激戦となる。最終的には「範馬の血」に目覚めた刃牙の潜在能力の前に敗退となる。

### 『バキ』
最凶死刑囚編
最大トーナメント後は愚地克巳から神心会に招待された。突如現れたドリアンに克巳が倒され、ドリアンと対峙したが、ほとんど戦わずに逃げられ、激昂する。その後、ドリアンによって死亡寸前の加藤を発見し、遊園地にて神心会メンバーと共に対峙した。この時、ドリアンが海王であることを知り、一時は同門対決を禁ずる掟に従ったが、愚地独歩を火薬で倒したドリアンに対し、「敗北を知りたい」というその主義の矛盾を明らかにした上で、彼を完全に敗北させた。鎬昂昇を破った最凶死刑囚のドイルに対しても、飛鏢、流星錘、多節棍、柳葉刀を使い彼を追い詰めたが、ジャックに薬を打たれて気絶したため、決着はつかなかった。
手負いで瀕死の状態ながらも無防備な彼を暴漢から守って、立ちながら気絶しカラスに啄まれそうになったドイルを助け手厚く看護している。
中国大擂台賽編
柳龍光の毒により瀕死になった刃牙を中国へつれてゆき、復活の手助けをした。
大擂台賽には白林寺代表の1人として参加。一回戦で孫海王を軽くあしらい、5VS5マッチになってからは高い人間力を持つ寂海王をてこずりながらも撃破し、中国連合軍唯一の白星をあげた。

### 『範馬刃牙』
野人戦争編
ピクルに興味を抱き、彼のいる在日米軍基地に「夜這い」を行うなどの執着の末、ピクルの「餌」として戦うことを光成に志願する。ピクルを相手に武術を駆使して戦うが、武術が想定している「人間」の範疇を逸脱した身体能力の前に不利となり、ついには敗北によって中国武術がこれ以上汚れることのないよう、武術も海王の称号も捨ててただの1人の男として、もはや技とはいえないグルグルパンチを繰り出す。しかし、ピクルの反撃に対し、無意識に武術の技でガードし、さらには「烈海王」としての自らの幻影を見たことで、武術に身を置いて戦うことを決意し、なおかつ「人間」の範疇を超えるピクルとの戦いで、中国武術の新たな1ページを記そうと覚悟し望む。しかし、ピクルの超速タックルにカウンターを当てるも打ち負けて吹き飛ばされ、右脚を食われ失う。
烈が右脚を食われたとの報は、克巳を含めた多くの面々に衝撃を与えるが、彼自身は右脚を失ったことよりも、食べられたのが右脚だけで終わった結果を前に、光成に自分を餌にと志願したのが、本当に負けて餌となる覚悟ができていたのかどうかを己の心に深く問い掛ける。そんな烈を見舞った刃牙は、そうした姿勢が姓である「烈」という語が持つ「道に外れない」という意味そのままであると評した。その後、義足を装着しながらも克巳へ協力を申し出、マッハ突きの改良に寄与した。片脚が義足となった後も、巧みな身体操作によって、そのハンディを感じさせない強さを見せる。
強者達の闘い編
片脚を失おうとも戦士として戦いを諦めず、ボクシング界へ挑戦した。プロモーターのカイザーと出会い、彼が用意する強敵に惹かれ、アメリカへ渡る。アメリカデビュー戦で元世界ヘヴィ級チャンピオンのアンドレイ・ワーレフを一蹴。続くジョー・クレーザー戦ではグローブの利を活かした相手に苦戦するものの、最後は一本拳でKO勝ちを収めた。その直後、ボクシング4団体統一王者ウィルバー・ボルトに挑戦を受ける。本編は以降、刃牙と勇次郎の親子喧嘩が始まったため描かれずに終了したが、続編『刃牙道』にて烈がボルトに勝利したことが明かされる。

### 『刃牙道』
新たな強敵宮本武蔵が現れたことを知り、ボクシング界に留まることなく日本へ行く。自ら希望し、地下闘技場で武器使用可のルールで武蔵と対決。前夜に本部以蔵が乱入するハプニングがあったものの、試合は武器術と徒手の技量と執念で「剣なき時代に拳こそ剣」と武蔵に言わしめるなど善戦。郭海皇に伝授された消力を駆使し、一度は唐竹割りを凌ぐものの、続く本気の胴斬りには消力も通じず、背骨と腸を切断され死亡した。試合後は武蔵から「関ケ原並みの戦力」と称賛を受けるも、実際には武蔵は全力を出しきってはいなかった。
作者の板垣は2015年11月放送のトーク番組『漫道コバヤシ』に出演した際、この件に触れ「これで烈が生きていたら、もう俺は何を描いても信用されないだろう」と語り、改めて烈海王が死亡したことを明言している。

### 死後
烈の死後、右腕だけは火葬せずに残していたことが、続編『バキ道』で明かされた。右腕のみを保存していた理由は、ピクルとの戦いで右腕を失った愚地克巳のためであり、独歩と光成が烈の右腕の移植を提案し、思慮の末克巳がその提案を受諾。烈の右腕は新たに、克巳の右腕へとなった。

### 『バキ外伝』
バキ外伝 烈海王は異世界転生しても一向にかまわんッッ
2020年10月1日発売の『月刊少年チャンピオン』の次号予告にてスピンオフ『バキ外伝 烈海王は異世界転生しても一向にかまわんッッ』の連載が予告された。なお、本作について同月時点で板垣からの公認は得られていない。
宮本武蔵に敗死した後、意識を取り戻すと五体満足な状態であった。そこで烈を知るナカムラと出会い、自分が異世界に転生したことを知る。